# Atelier of Witch Hat
Witch Hat Atelier ou Atelier of Witch Hat (japonês: とんがり帽子のアトリエ, Hepburn: Tongari Bōshi no Atorie) é um mangá japonês escrito e ilustrado por Kamome Shirahama. É publicado na revista Monthly Morning Two da editora Kodansha desde julho de 2016. No Brasil, está sendo publicado pela editora Panini desde 2019.

## Enredo
Coco é uma garota gentil e sonhadora, filha de uma costureira, deseja se tornar uma bruxa, entretanto, como apenas usuários de magia inatos podem praticar e usar magia, ela precisa desistir de seu sonho. Um dia, ela conhece um mago chamado Qifrey e depois de testemunhar como ele usa magia (desenhando círculos mágicos), Coco acidentalmente lança um feitiço que transforma sua mãe em pedra.
Como Coco não sabe qual feitiço lançou e Qifrey está rastreando um coven sinistro que pode estar por trás do incidente, ele torna Coco sua aprendiz para desfazer o feitiço e permitir que ela realize seu sonho. Conforme é revelado aos poucos, o coven em questão - o Chapéu com Aba - tem demonstrado um interesse extraordinário por Coco, na esperança de que ela os ajude a restaurar o uso livre da magia, que foi proibido por causa de atrocidades cometidas com feitiços em tempos passados (as consequências de algumas das atrocidades ainda perduram no mundo de Coco). Diferente do que acreditam os não iniciados em magia (chamados de Não-Sabe), na verdade os círculos mágicos podem ser efetivamente feitos por todos, então a Assembleia observa cuidadosamente qualquer uso abusivo dela, chegando até a apagar as memórias de qualquer um Não-Sabe que descubra este segredo. Assim, conforme Coco mergulha neste mundo novo e maravilhoso, uma trama sinistra começa a se formar ao seu redor.

## Personagens

### Atelier do Qifrey
Coco (ココ, Koko)
Uma jovem meio-órfã otimista e brilhante, filha de costureira, sonha em se tornar uma bruxa e vê seu desejo realizado com o custo horrível de sua mãe se transformar em pedra. Posteriormente, ela é acolhida por Qifrey e, em vez de ter sua memória apagada, pôde aprender os caminhos da magia, o que lhe dá uma reputação duvidosa na comunidade mágica. Embora inicialmente desajeitada e ingênua, ela está muito entusiasmada em aprender tudo o que puder sobre magia e, com sua experiência como Não-Sabe, ela é capaz de conceber maneiras altamente criativas de usar seu conhecimento recém-descoberto.
Qifrey (キーフリー, Kīfurī)
Um bruxo recluso e professor especializado em magia com água. Sua escola é um refúgio para crianças que têm talento mágico, mas são consideradas párias porque não se encaixaram ou se recusaram a aceitar as estruturas rígidas das antigas escolas estabelecidas. Embora seja em parte por gentileza que ele acolhe Coco, ele também percebeu as intenções do coven do Chapéu com Aba para ela. Na verdade, ele guarda um rancor muito pessoal contra o coven do Chapéu com Aba desde sua infância, onde o usaram em um ritual que tirou seu olho direito (que agora ele o mantém coberto pelo cabelo). Como resultado das tentativas de impedi-lo de rastrear seus algozes, ele se distanciou da Assembleia, voltando apenas quando necessário. Em sua busca por vingança, Qifrey é implacável o suficiente para empregar magia de controle mental proibida para passar por cima de qualquer obstáculo.
Agathe (アガット, Agatto)
Uma garota de cabelos negros da renomada família Arkrome, uma das casas que estabeleceu o voto de manter as artes mágicas em segredo para a população em geral. Agathe foi expulsa durante seu teste de aprendizado, quando rumores maliciosos surgiram de que a magia que ela deveria apresentar em seu julgamento era plagiada de outra pessoa. Ao se tornar aluna de Qifrey, tornou-se solitária e amarga, obcecada em aperfeiçoar as habilidades mágicas sob seu próprio poder, se distanciando dos outros alunos. Ainda assim, sua precocidade em desenhar círculos mágicos a torna muito popular com seus colegas de escola, que frequentemente a procuram para obter ajuda ou conselho.
Ao conhecer Coco, Agathe inicialmente a trata com desprezo, até mesmo enviando-a para um teste exigente, embora Coco ainda não tivesse experiência prática com magia. No entanto, devido à sinceridade e imaginação de Coco em inventar novas maneiras de usar magia, Agathe gradualmente sai de sua concha e começa a considerar Coco uma amiga querida, embora ela ainda relute em confessar abertamente seus sentimentos.
Tetia (テティア)
Uma garota alegre, extrovertida e constantemente otimista de cabelo encaracolado. Seu maior desejo é criar nuvens mágicas nas quais as pessoas possam flutuar no céu.
Riche (リチェ)
Uma jovem melancólica, de aparência distante, com uma personalidade teimosa, que é hábil em magia de cristais e especializada em desenhar círculos mágicos muito pequenos. Ela se retraiu quando seu amado irmão mais velho Riliphin foi a única pessoa a apreciar sua magia, e desde então se recusou a aprender qualquer nova magia ou submeter-se à autoridade. Sob o incentivo de Coco em um teste mágico onde ela e seus amigos foram ameaçados pelo coven do Chapéu com Aba, ela decidiu seguir em frente e aprender mais sobre magia para ajudar seus amigos.
Olruggio (オルーギオ, Orūgio)
Um bruxo de cabelos pretos vivendo como parceiro e supervisor da Assembleia (um "Olho Vigilante") no ateliê de Qifrey. Apesar de seu comportamento rude, ele é na verdade uma alma carinhosa, e os itens mágicos que ele cria geralmente têm o objetivo de aumentar o conforto de seus usuários. Ele é especialista em magia de fogo, luz e calor.

### Coven do Chapéu com Aba
Iguin (イグイーン, Iguīn)
Um membro de alto escalão - e possivelmente o líder - do coven do Chapéu com Aba, que normalmente usa um chapéu de cone com uma máscara facial em forma de olho. Iguin é quem deu a Coco o livro de feitiços que acabou se tornando responsável por transformar sua mãe em pedra, é sugerido que ele vê um potencial nela que permitiria a reintrodução da magia na vida cotidiana.
Sasran (ササラン, Sasaran)
Um membro do Chapéu com Aba que experimentou uma magia de transformação que falhou, dando-lhe uma aparência felina. Para esconder isso e intimidar suas vítimas, ele controla uma capa e chapéu vazios para representar sua presença, levando ao seu apelido de "Bruxo de Capa Vazia".

### A Assembleia
A Assembleia é a instituição do mundo de Coco que rege o uso da magia, sua difusão (regulando o alistamento e promoção de aprendizes) e a manutenção de seu sigilo. A sede da Assembleia está localizada em uma cidade subaquática chamada Grande Auditório Bruxo, que só pode ser alcançada por uma certa escadaria que desce para as profundezas da terra, além de magia especial.
Alaira (アライラ, Araira)
Uma bruxa sênior de pele escura e uma das melhores amigas de Qifrey, mesmo depois que ele deixou a Assembleia para agir por conta própria.
Beldaruit (ベルダルート, Berudarūto)
Conhecido pelo título de "Sábio da Instrução", Beldaruit é um grande mago e membro dos Três Sábios, o conselho governante da Assembleia. Ele está incapacitado, o que o obriga a confiar em uma cadeirinha para locomoção, gosta de ocultar sua presença com ilusões. Sua personalidade brincalhona e aparentemente desmiolada esconde um intelecto aguçado. Ele já foi professor de Qifrey e, portanto, sabe sobre seus defeitos, se ofereceu para ensinar Coco a mantê-la fora das conspirações de seu tutor contra o coven do Chapéu com Aba.
Sinosia
Uma não-sabe simpática e atenciosa residente no Grande Auditório. Como qualquer magia aplicada diretamente a um corpo vivo - incluindo magia de cura - é considerada uma tradição proibida, ela se limita a usar métodos convencionais de cura para tratar seus pacientes. Além disso, como bruxos são proibidos de aprender magia, Sinosia e seus colegas são os únicos não-sabe que são permitidos dentro do Grande Auditório.
Couccoureaux
Um feiticeiro depreciativo e irresponsável, é antigo mentor de Euini.
Riliphin (リリフィン, Ririfin)
Irmão mais velho de Riche.

### O Conselho de Segurança Mágico
Também conhecido como Cavaleiros Moralis, o Conselho de Segurança é uma agência subsidiária da Assembleia - basicamente, seu braço policial. Seus membros são designados para rastrear qualquer abuso de magia e caçar perpetradores e vítimas para apagar a memória.
Luluci (ルルシィ, Rurushi~i)
Um membro importante dos Cavaleiros Moralis, que é discretamente severa mas, ao contrário de alguns de seus colegas, é muito atenciosa.
Easthies (イースヒース, Īsuhīsu)
Um severo líder de campo do Conselho de Segurança.
Utowin (ウトウィン, Utouin)
Um membro impetuoso e tranquilo dos Cavaleiros Moralis.
Garuga (ガルガ, Garuga)
Um membro dos Cavaleiros Moralis.
Etran e Echo
Gêmeos aprendizes de Cavaleiros que ainda não levam sua profissão a sério.

### Outros
Nolnoa (ノルノア, Norunoa)
Um antigo fabricante de artigos de papelaria mágicos (canetas e nanquins) que reside na cidade de Karoon.
Tartar (タータ, Tāta)
Um garoto que é aprendiz de Nolnoa. Ele sofre de argentose, uma rara condição visual que o torna daltônico e, portanto, inicialmente incapaz de usar magia, pois certos efeitos dependem de nanquins diferenciados por sua cor. Ele se torna um amigo querido de Coco, que o ajuda ensinando magia para contornar sua deficiência.
Euini (ユイニィ, Yuini)
Um jovem e nervoso aprendiz de bruxo, originalmente aluno de Couccoureaux. Durante um teste de avanço no qual alguns dos alunos de Qifrey também estavam participando, ele é sequestrado pelos coven do Chapéu com Aba, que tatuam um sigilo mágico em sua pele, transformando-o permanentemente em um lobo com escamas. No entanto, com a ajuda de Coco, Agathe e Riche, ele recebe um talismã que reverte a transformação enquanto é usado. Como sua tatuagem o torna elegível para o apagamento mental pelo Conselho de Segurança - apesar de ser apenas um vítima - ele se escondeu com Alaira, que se tornou seu novo tutor. Ele também formou um vínculo com Riche, que se tornou sua principal motivação para expandir seus estudos a fim de ajudá-la.

## Universo

### Criaturas
Lagarta-Pincel (フデムシ, Fudemushi)
Pequeno animal semelhante a uma lagarta que tem pelagem parecida com pincel. Costuma ser atraída pelo cheio de nanquim mágico. Uma dessas criaturas se juntou a Coco durante o teste "Permissão do Rei" (para tornarem-se alunos, todos os estudantes precisam passar por testes) e depois disso, passou a residir no ateliê de Qifrey como animal de estimação. Frequentemente, é sugerido que ele tem uma inteligência e personalidade tão complexas quanto as de um humano.
Quadryphon
O Quadryphon é porpularmente conhecido como "O pássaro de muitas asas". Suas asas se movem como as de uma libélula, com quatro conjuntos de asas, cada uma capaz de se mover de forma independente, permitindo que o Quadryphon mude rapidamente de direção durante o voo, resultando em um método de voo diferente da dos pássaros comuns.
Existe um tipo de Quadryphon que usa um par de asas como pés, ele é chamado de grifo.
Pégaso
Pégaso são animais voadores usados para puxar carruagens nas cidades e geralmente são propriedade de pessoas bastante abastadas.
É debatido se eles devem ser categorizados como animais de "quatro membros" ou "oito membros", a dúvida é se as asas das orelhas e a cauda podem ser contadas como apêndices extras.
Para proteger os cascos dos cavalos alados, é proibido decolar ou pousar em superfícies pavimentadas.
Em terra, a velocidade de um cavalo alado é um pouco mais lenta do que a velocidade de um cavalo comum.
Lobos Escamosos
Eles se parecem com lobos comuns, mas com o dorso coberto por pelos rígidos em forma de escamas.
Quando chega a época de acasalamento, eles perdem as escamas após baterem uns nos outros para proteger os filhotes de lesões.
Uma matilha de lobos escamosos percorreu a área perto do Atelier durante a temporada de acasalamento. Agathe voou perto deles usando seus sapatos Sylph e pôde observar seus hábitos.
Dragões
Os dragões são bestas gigantes, com escamas e dois pares de asas.
Dragão Gigante Escamoso
Esses dragões são quase impossíveis de serem encontrados perto de lugares onde os humanos habitam. Existem muitos tipos, de carnívoros a herbívoros. Ferozmente territoriais, muitas vezes usam sua longa cauda como um chicote para atacar qualquer um que se aproxime. Eles são capazes de voar pelo ar e também são resistentes ao fogo. Suas escamas e as cascas de seus ovos são usadas como ingredientes para nanquim mágico, por isso são extremamente valiosas.
Myrphon (メルフォン, Merufon)
São seres semelhantes a grifos que vivem nas regiões costeiras. Sua aparência lembra a de pinguins, mas com quatro patas ao invés de duas.

### Magia
Magia é uma força sobrenatural criada por meio de runas complexas desenhadas com nanquim mágico. Pessoas treinadas no uso de magia são chamadas de bruxas.

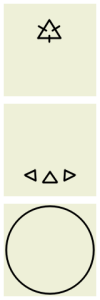
Círculo mágico
O círculo mágico (também conhecido como selo ou glifo) é composto por três partes: brasão, flechas e circulo, que podemos ver na imagem de exemplo. O brasão (ou a falta dele) determina o tipo de magia, como fogo, água, luz e vento. Algumas magias possuem um brasão ou mais e outros não possuem nenhum. As flechas determinam a forma, o tamanho e a direção que essa magia tomará, por exemplo, se a água derramará para todos os lados ou se cairá para um lado específico. Por fim, fechando o brasão e as flechas com o círculo, a magia se manifesta. O tamanho e a precisão do círculo mágico também afetam a qualidade do feitiço: círculos mágicos maiores são mais resistentes do que os menores e círculos mágicos bem desenhados duram mais do que os mal desenhados. Além disso, vários pequenos feitiços ligados pelo circulo têm mais força do que um único círculo mágico de mesmo tamanho, também podem ter mais poder do que um círculo mágico de tamanho normal que ocupa a mesma quantidade de espaço.
Materiais Mágicos
Os bruxos dispõem de um kit básico que os possibilita desenhar os círculos mágicos.
Nanquim mágico: Tinta fabricada a partir de um nanquim especial chamado de "sangue de árvore". A magia não é invocada se usar outro tipo de nanquim.
Varinha de escrita mágica: Nome dado à caneta de bico de pena comum. A ponteira, que é molhada no nanquim mágico, é trocada com frequência.
Varinha de sangue de árvore: Feita do "sangue de árvore" endurecido. É adequada para escrever diretamente em árvores ou pedra, mas desaparece se for friccionada.
Almofariz: Usado para triturar ingredientes que serão misturados ao nanquim para escrever magias especiais.
Caderno para círculo mágico: Um caderno para desenhar círculos mágicos que cabe na palma da mão. É útil para desenhar discretamente.

## Publicação
Escrito e ilustrado por Kamome Shirahama, Witch Hat Atelier começou na revista Monthly Morning Two da Kodansha em 22 de julho de 2016. A Kodansha compilou seus capítulos em volumes individuais de tankōbon. O primeiro tankōbon foi publicado em 23 de janeiro de 2017.
No Brasil, a editora Panini anunciou a aquisição da série em maio de 2019. O primeiro volume foi publicado em julho de 2019 sob o titulo Atelier of Witch Hat.
Uma série intitulada Witch Hat Kitchen (とんがり帽子のキッチン Tongari Bōshi no Kitchin?) , escrita e ilustrada por Hiromi Satō, começou a ser publicada na Monthly Morning Two em 22 de novembro de 2019. O primeiro volume tankōbon foi publicado em 23 de janeiro de 2017.

### Lista de volumes
| No. | Data de lançamento no Japão | ISBN no Japão                              | Data de lançamento no Brasil | ISBN no Brasil    |
| --- | --------------------------- | ------------------------------------------ | ---------------------------- | ----------------- |
| 1   | 23 de janeiro de 2017       | 978-4-06-388690-0                          | 12 de julho de 2019          | 978-85-426-2262-1 |
| 2   | 23 de agosto de 2017        | 978-4-06-510138-4 / 978-4-06-510203-9 (EL) | 4 de outubro de 2019         | 978-85-426-2415-1 |
| 3   | 23 de fevereiro de 2018     | 978-4-06-510930-4 / 978-4-06-510894-9 (EL) | 5 de dezembro de 2019        | 978-85-426-2583-7 |
| 4   | 21 de setembro de 2018      | 978-4-06-512681-3 / 978-4-06-511766-8 (EL) | 21 de janeiro de 2020        | 978-85-426-2769-5 |
| 5   | 23 de maio de 2019          | 978-4-06-515597-4 / 978-4-06-515598-1 (EL) | 27 de março de 2020          | 978-85-426-2863-0 |
| 6   | 21 de novembro de 2019      | 978-4-06-517778-5 / 978-4-06-517909-3 (EL) | 15 de maio de 2020           | 978-65-5512-028-8 |
| 7   | 22 de maio de 2020          | 978-4-06-519266-5 / 978-4-06-520266-1 (EL) | 8 de setembro de 2020        | 978-65-5512-359-3 |
| 8   | 23 de dezembro de 2020      | 978-4-06-521625-5 / 978-4-06-521626-2 (EL) | 9 de abril de 2021           | 978-65-5960-032-8 |
| 9   | 21 de julho de 2021         | 978-4-06-524100-4 / 978-4-06-524098-4 (EL) | 19 de novembro de 2021       | 978-65-5960-819-5 |
| 10  | 21 de abril de 2022         | 978-4-06-527412-5                          | 4 de novembro de 2022        | 978-65-259-0256-2 |
| 11  | 21 de outubro de 2022       | 978-4-06-529605-9 / 978-4-06-529604-2 (EL) | 10 de maio de 2023           | 978-65-259-1187-8 |
| 12  | 22 de junho de 2023         | 978-4-06-531969-7 / 978-4-06-531829-4 (EL) | 6 de outubro de 2023         | 978-65-259-0527-3 |
| 13  | 22 de fevereiro de 2024     | 978-4-06-534652-5 / 978-4-06-534727-0 (EL) | 9 de agosto de 2024          | 978-65-259-3368-9 |
| 14  | 23 de abril de 2025         | 978-4-06-539182-2                          | —                            |                   |

## Recepção
Em julho de 2018, os três primeiros volumes do mangá tinham mais de 700.000 cópias em circulação. Em setembro de 2018, os primeiros quatro volumes tinham mais de 1 milhão de cópias em circulação.
A série ficou em 6º lugar em uma lista dos principais mangás de 2018 para leitores do sexo masculino, elaborada pela Kono Manga ga Sugoi!.[carece de fontes?] O mangá foi nomeado para o 11º prêmio Manga Taishō em 2018, ficando na 7ª colocação.
Em 2020, foi um dos títulos de mangá classificados no "Top 10 Graphic Novels for Teens" pela Young Adult Library Services Association (YALSA) da American Library Association. Em 2020, Witch Hat Atelier ganhou o Harvey Awards na categoria de Melhor Mangá.
Rebecca Silverman da Anime News Network classificou os dois primeiros volumes como "A-". Silverman elogiou a série por seu mundo, história, personagens e arte, e concluiu: "este é um conto que você não quer perder".